# Саути, Реджиналд
Реджиналд Саути (англ. Reginald Southey; 15 сентября 1835, Лондон — 8 ноября 1899, Лондон) — английский врач и изобретатель  канюли Саути, разновидности троакара, которая использовалась для дренирования отёков конечностей. Фотограф-любитель. Друг Чарльза Доджсона, обучивший его технике фотографирования.

## Биография
Реджиналд Саути был пятым сыном доктора медицины Генри Саути, довольно заметного в медицинских кругах в первой половине XIX века, автора монографии по легочному туберкулёзу, и племянником романтического поэта Роберта Саути, известного современному читателю в первую очередь как автор сказки «Три медведя».

## Учёба вОксфорде
Все научные степени Саути включают в названии слово лат. Oxon (смотри, например, титульный лист в книге), означающее, что они получены в Оксфордском университете, вне зависимости от того, учился ли их получатель в колледже, проходил практику в госпитале или вообще находился в заграничной поездке. Саути оконнчил  колледж Крайст-Чёрч в Оксфорде в 1857 году с получением степени по естественным наукам. После колледжа он изучал медицину в госпитале Св. Варфоломея в Лондоне и получил начальную степень по медицине в 1858 году. В дальнейшем он получил стипендию университета для продолжения обучения за границей и работал в клиниках Берлина, Вены, а также в Южной Африке. Считается, что его докторат закончился в 1866 году, хотя и до этого во время поездки за границу он уже считался доктором медицины.

## Работа
Современники вспоминали Саути как очень скромного и внешне лишенного каких бы то ни было амбиций человека, при этом блестяще образованного и пользующегося авторитетом у коллег. Поездка за рубеж придала ему международную известность и, в частности, его самые важные работы были опубликованы на французском и представлены на международном конгрессе в Париже. 
В 1864 году начал работать врачом в городском лондонском госпитале, отделение заболеваний грудной клетки. В 1865 году помощник врача в Госпитале Св. Варфоломея, потом врач и судебно-медицинский эксперт.
В 1867 году Саути удостоился права прочесть Галстоновскую лекцию (англ. Gulstonian lecture) о туберкулёзе, опубликованную в виде книги. 
В 1883 году оставил все остальные должности и стал членом комиссии по сумасшествию англ. Lunacy Commission. Комиссия состояла из трёх врачей и трёх юристов и осуществляла контроль за всеми сумасшедшими домами, как частными так и общественными. В её задачу входило, в частности, оказание необходимой психиатрической помощи пациентам из беднейших слоёв населения, которые по уровню материального достатка не могли рассчитывать на помещение в частные лечебницы. В 1898 году он подал в отставку по состоянию здоровья и в следующем 1899 году скончался в своей загородной резиденции Белрингем (англ. Belringham, дом с таким названием постройки начала или середины XIX века существует и поныне).

## Научные достижения
Изобретатель  канюли Саути, разновидности троакара, которая использовалась для дренирования отёков конечностей.

## Фотография и дружба с Чарльзом Доджсоном

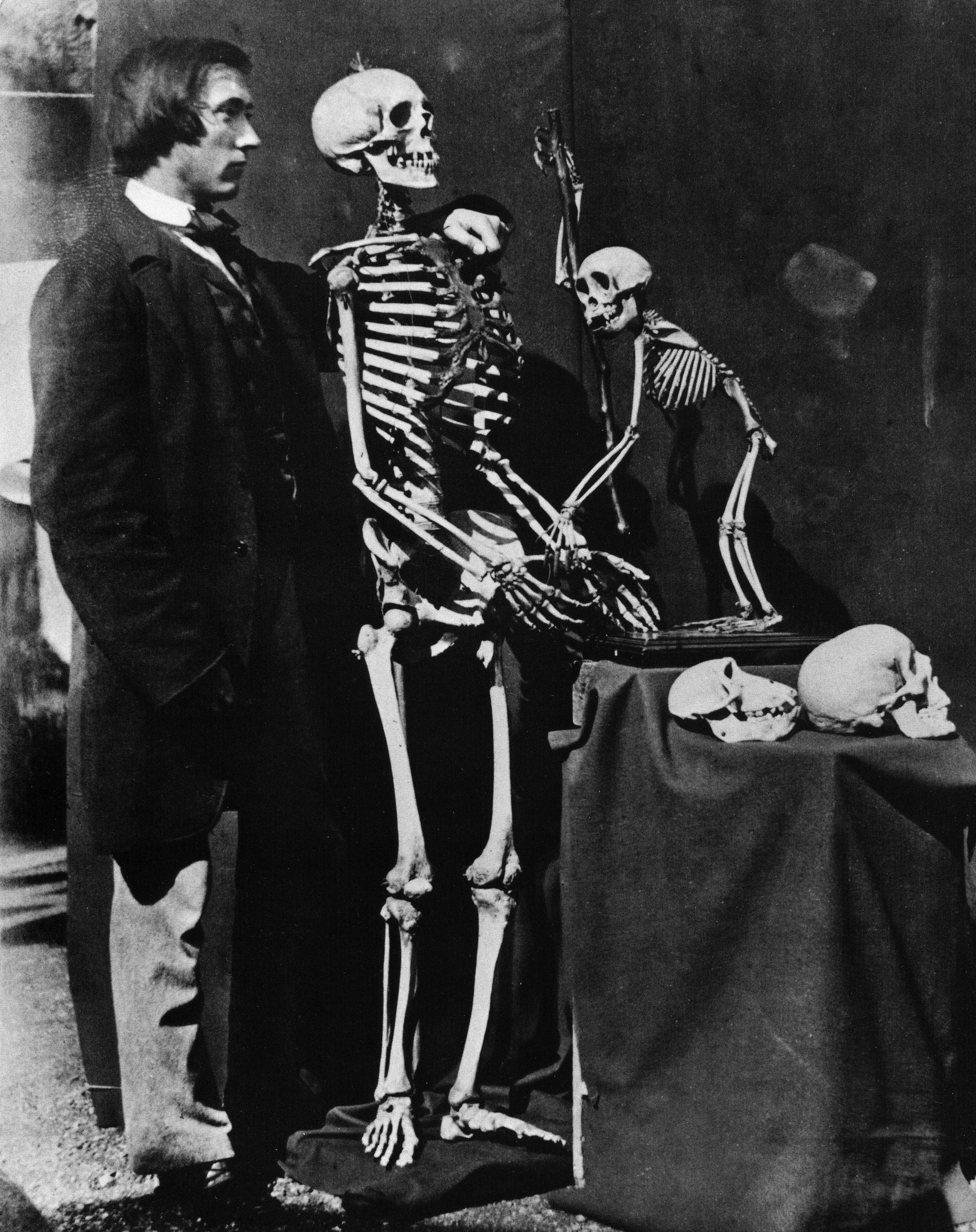
Реджиналд Саути и скелеты, 1857 (фотограф Чарльз Доджсон)

Саути не только сам делал фотографии, он ещё и коллекционировал фотографии, сделанные современными ему фотографами, как любителями так и профессионалами. Пять его фотоальбомов в 1990-х годах были приобретены Ллойдом Е. Котсеном И в настоящее время находятся в коллекции Котсена в Принстонском университете. В частности, в двух из этих фотоальбомов обнаружилось несколько фотографий Чарльза Доджсона.